# Cléante Valcin
Cléante Desgraves Valcin (Puerto Príncipe, Haití, 13 de enero de 1891 – 26 de enero de 1956) fue una activista feminista y escritora haitiana. Fue una de las fundadoras de la Ligue Féminine d'Action Sociale, y se la considera como la primera mujer haitiana en publicar una novela.
Era hija de Hector Desgraves, un farmacéutico haitiano, y Alice Cunningham, estadounidense. Fue profesora hasta 1917, cuando se casó con Virgile Valcin. Publicó una colección de poesía, Fleurs et Pleurs, en 1924. Su primera novela, Cruelle Destinée, fue publicada en 1929, a la que siguió La Blanche Négresse en 1934. Valcin representó a Haití en numerosos congresos internacionales. Fue considerada una defensora de los derechos de las mujeres. Era presidenta de la Ligue Féminine d'Action Sociale cuando falleció.